# Museu do Oratório
O Museu do Oratório é um museu brasileiro instalado em um casarão histórico de três andares situado na cidade de Ouro Preto, Minas Gerais, anexo à Igreja de Nossa Senhora do Carmo.
Foi criado em 1998, como realização do Instituto Cultural Flávio Gutierrez, da família Gutierrez, a quem pertence o acervo do museu de 162 oratórios e 300 imagens. A presidente do instituto, Ângela Gutierrez, também é organizadora do Museu de Artes e Ofícios, de Belo Horizonte , embora o museu tenha sido projetado pelo museólogo francês Pierre Catel .
As peças foram doadas por Ângela ao IPHAN e caracterizam-se pela diversidade de tipos, tamanhos e materiais. Detalhes valiosos da arquitetura, pintura, vestuário e costumes da época em que foram produzidos - dos séculos XVII ao XX -  permitem "uma verdadeira viagem antropológica pela história do Brasil" .

## Acervo
O museu tem uma exposição permanente e também realiza mostras itinerantes como, por exemplo, a Oratórios - Roteiros de Fé e Arte (2003). As coleções se dividem em três pavimentos, subsolo, térreo e primeiro pavimento. Cada um deles abriga peças com diferentes usos e estilos. No subsolo ficam expostos os "oratórios de viagem", que são feitos para poderem ser carregados, mesmo como joias ou adornos. Dividem espaço com os "oratórios arca", utilizados por padres, os "oratórios bala", com formato semelhantes a balas de cartucheira e utilizado por tropeiros, os "oratórios de alcova", que são passados entre gerações, e, finalmente, os de "arte conventual" que circulam dos mosteiros às residências dos devotos.
O piso térreo abriga oratórios domésticos, que têm como característica principal serem extremamente decorados, associados à população de baixa renda. Também ficam no mesmo andar os "oratórios ermidas", populares nas casas-grandes da região nordeste do país e nas fazendas do estado de Minas Gerais, são utilizados como espécies de capelas domésticas e, se forem de grande dimensão, são geralmente compartilhados. Ainda encontram-se os "oratórios afro-brasileiros", produzidos por escravos e, além dos oratórios, há no piso uma reconstituição de um quarto simples com uma capela decorada.
Por fim, o último pavimento conta com oratórios de referência artística, são classificados pelo material utilizado e pela forma decorativa. Ao lado destes, os "oratórios lapinhas", que imitam grutas, tanto na forma quanto no material, e, encerram a coleção, os "oratórios de conventos", elaborados por freiras, fazem referência a uma tradição de decoração de Portugal.